# Squalidae
Squalidae, Cá nhám chó (dog shark) trong tiếng Anh  là một trong các họ cá thuộc Squaliformes, bộ cá nhám lớn thứ nhì với 119 loài trong 7 họ. Được đặt tên sau khi một nhóm ngư dân đã quan sát thấy loài này săn mồi là những con cá nhỏ hơn trong đàn giống như chó săn mồi, Loài cá trong họ này có thân hình thon gọn, thuôn gọn, thường nhỏ gọn hơn so với các loài khác và mõm nhọn. Tương tự như vậy, các loài cá trong họ này có hai vây lưng, mỗi vây có gai nhẵn nhưng không có vây hậu môn và da của chúng thường thô khi chạm vào. Khi loài này đến tuổi trưởng thành, con đực thường có chiều dài tối đa là 100 cm (39 inch), còn con cái thường có kich thước dài 125 cm (49 inch). Do đó, loài này có đặc tính lưỡng hình giới tính con cái chiếm ưu thế.